# حمیمات
حمیمات (به عربی: حمیمات) یک روستا در سوریه است که در ناحیه محمبل واقع شده‌است. حمیمات ۵۸۳ نفر جمعیت دارد.